# Suyo (Ilocos Sur)
Suyo es un municipio filipino de 4ª clase en la provincia de Ilocos Sur. Según el censo de 2000, cuenta con una popblación de 10,943 habitantes.

## Barangays
Suyo está políticamente subdividido en 8 barangays.
- Baringcucurong
- Cabugao
- Man-atong
- Patoc-ao
- Población (Kimpusa)
- Suyo Proper
- Urzadan
- Uso

- Datos: Q12894
- Multimedia: Suyo, Ilocos Sur / Q12894

1. ↑  Worldpostalcodes.org, código postal n.º 2715.